# Hidroelektrarna Blanca
Hidroelektrarna Blanca  je hidroelektrarna na reki Savi pri Blanci, v okviru katere je bil zgrajen tudi most preko reke Save. Spada pod podjetje Holding Slovenske elektrarne d.o.o.
Blanca je tretja hidroelektrarna v verigi šestih HE na spodnji Savi, z nazivno močjo 39,12 MW. Je pretočno akumulacijskega tipa z nameščenimi tremi vertikalnimi agregati, s petimi pretočnimi polji in povprečno letno proizvodnjo 148 GWh. Elektrarna je daljinsko vodena iz centra vodenja GEN in v normalnih hidroloških razmerah obratuje brez posadke.

## Nesreča
Sevniški župan Kristijan Janc je 3. julija 2008 organiziral t. i. Zadnji spust po Savi, ki se je začel v Sevnici, končati pa bi se moral v Brestanici. Na spust s kanuji, ki je predvideval tudi ogled del na HE Blanca, je povabil predstavnike sevniških krajevnih skupnosti, predstavnike občine Krško ter lokalne politike in gospodarstvenike. Pri še nezgrajeni hidroelektrarni sta dva od štirih kanujev zaplula mimo jezu pri hidroelektrarni. Ko sta zapeljala skozi prelivna polja hidroelektrarne, sta zašla v vrtinec in se prevrnila. Enega od kanujev je nato prelomilo na pol. Od 14 oseb, kolikor jih je bilo v obeh čolnih, jih je utonilo trinajst, med njimi tudi sevniški župan Kristijan Janc. Nesrečo je preživela le županova žena Ana Janc.
Janc je na tiskovni konferenci pred usodnim izletom dejal, da si s povabljenci namerava še zadnjič ogledati Savo, saj po izgradnji hidroelektrarne nikoli več ne bo takšna kot do zdaj. Za plovbo mimo hidroelektrarne so se Janc in njegovi sopotniki odločili kljub temu, da so gradbeni delavci pred kratkim tok reke Save že preusmerili čez novozgrajeni jez.
Vlada je torek, 8. julij 2008 razglasila za dan žalovanja.